# 喉褶蜥
喉褶蜥（学名：Ptyctolaemus gularis）为鬣蜥科喉褶蜥属的爬行动物。分布于印度以及中国大陆的西藏等地，其标本采集自山林中。其生存的海拔范围为1200至1360米。

## 保护
本种于2023年被收录入《有重要生态、科学、社会价值的陆生野生动物名录》。